# Niau (Polinesia Francesa)
Niau es una comuna asociada de la comuna francesa de Fakarava  que está situada en la subdivisión de Islas Tuamotu-Gambier, de la colectividad de ultramar de Polinesia Francesa.

## Composición
La comuna asociada de Niau comprende la totalidad del atolón de Niau.

## Demografía
| Gráfica de evolución demográfica de Niau entre 1977 y 2012 |
|                                                            |

Fuente: Insee